# Ramon Violant i Simorra
Ramon Violant i Simorra (Sarroca de Bellera, 30 de novembre de 1903 - Barcelona, 23 de gener de 1956) fou un etnògraf català que centrà bona part dels seus estudis i contribucions en les contrades dels Pirineus, alhora que destacà com a conservador de l'antic Museu d'Indústries i Arts Populars (actualment Museu Etnològic) de la ciutat de Barcelona.

## Vida
Va nàixer a Sarroca de Bellera, Pallars Jussà, l'any 1903. Provinent de família de sastres, ell mateix aprengué l'ofici i exercí durant bona part de la seva vida. El 1921 es traslladà a Barcelona, on instal·là un taller propi i continuà exercint l'ofici familiar.
L'any 1930 conegué la seva dona Caterina Ribera Turullols, filla d'uns mercers de Barcelona, i es van casar el 1931. Una malaltia el va eximir d'anar al front durant la Guerra Civil. En acabar aquesta però, havien perdut parcialment la casa en un bombardeig, i Ramon tenia la salud delicada. La familia de Caterina els va ajudar a muntar una merceria, amb la que anar sobrevivint la posguerra. Mentre, Ramon Violant entrà en relació amb Agustí Duran i Sanpere, director de l'Arxiu Històric de la Ciutat i Joan Amades, reputat etnòleg, amb els qui decidiren la creació de la secció Entogràfica al si del Museu d'Indústries i Arts Populars.
El 1952, Violant va caure greument malalt, i la seva dona va morir repentinament. Va caure en una profunda depressió de la que va provar de sortir-ne dedicant-se a les seves obres i a la seva feina al Museu. Mai però va acabar de recuperar-se ni de la malaltia ni de la mort de la seva esposa, i el 1956 va morir a Barcelona.

## Formació autodidacta
Malgrat la seva feina com a sastre, el seu esperit inquiet i observador, i la seva afecció als llibres (en especial de viatges, biografies i literatura), van forjar la seva vocació per l'etnologia i la investigació. Quan es va instal·lar a Barcelona, entrà en contacte amb el folklorista Joan Amades i Francesc Baldelló, amistats determinants en la formació de la seva afecció.
Els anys 1932-1933 inicia els seus estudis de cultura material, amb un article sobre instruments populars. Aquesta línia d'estudi de la cultura material el porta a començar a intuir la necessitat d'un museu etnogràfic a Barcelona.
A partir d'aleshores, les campanyes de recerca pel Pallars (la seva comarca nadiua) sempre anaren acompanyades de la recollida d'objectes, formant un petit museu domèstic, base incipient per la secció etnogràfica del Museu d'Indústries i Arts Populars.
Els escrits i monografies de Ramon Violant van començar a ser coneguts i valorats en cercles acadèmics. Cap a finals dels anys trenta, els seus interessos estaven clarament decantats cap als treballs de camp i l'anàlisi de la cultura material. Durant els anys de la Guerra Civil espanyola redacta una monografia sobre la vida dels pastors al Pallars. Aprofita les estades d'estiu per recopilar informació sobre la vida i els costums als Pirineus, col·leccionar objectes etnogràfics i escriure articles en revistes i butlletins. El que va començar com una afecció va acabar professionalitzant-se de manera definitiva quan el 1940, es converteix en conservador de la secció Etnogràfica de l'incipient Museu d'Indústries i Arts Populars. Des d'aleshores, les campanyes es prodigaren durant tota la dècada dels anys 1940 i part dels 50, i anaren ampliant l'àrea geogràfica, més enllà del Pirineu, Tarragona i València. Violant es va refermant en la seva visió global del fet etnogràfic que desembocà en la seva primera obra de síntesi, El Pirineo español. La seva tasca museogràfica també reflecteix la seva visió global i interrelacionada de la cultura. Les instal·lacions sobre la Casa Pallaresa al Museu així ho demostraven.

## Tasca museogràfica
Ramon Violant va ser des de 1940 fins que morí, ànima i artífex de la secció etnogràfica del Museu d'Indústries i Arts Populars del Poble Espanyol de Montjuïc.
L'arqueòleg Agustí Duran i Sampere rebé l'encàrrec de l'Ajuntament de Barcelona d'engegar el Museo de Industrias y Artes Populares al recinte del Poble Espanyol de Barcelona, i aquest contactà amb Ramon Violant a través de la seva amistat amb Josep Colominas.
Agustí Duran encarrega a Ramon la creació dins del Museu d'una Secció Etnogràfica catalana, amb un nou concepte de museografia. S'inicia de seguida en la tasca amb un seguit de campanyes de recerca etnogràfica que permeteren la recollida de més de 5.000 objectes. El coneixement directe de la geografia on es localitzaven les societats estudiades va ser fonamental en l'obra de Violant. Ell personalment recorria el territori, parlava amb la gent, recollia els materials... Els objectes de cultura material passaven a ser imprescindibles per explicar les societats que els utilitzaven, alhora que servien per comparar amb altres societats més llunyanes.
Les col·leccions etnogràfiques aplegades per Ramon violant constitueixen avui una part essencial del Museu Etnològic de Barcelona. Amb el temps, aquestes col·leccions han cobrat valor afegit, donat que no és fàcil trobar exemplars etnogràfics d'aquells anys, ni tan sols als llocs d'origen.
La visió museològica de Violant està influïda pel model del Museu d'Arts i Tradicions Populars de París. Aquesta museologia reivindica el paper de l'home com a col·lectiu i com a individu. La seva preocupació era presentar els diferents vessants de la vida quotidiana, de manera ordenada i classificada, i ensenyar les mostres de cultura material de diferents territoris tot comparant-los. La seva vocació era pedagògica i volia presentar els processos de formació d'una cultura de manera evolutiva. Violant tenia en compte tècniques de discurs variades: fotografia, diorames, maquetes...
Els criteris museogràfics de Violant exerciren una gran influència en la formació i desenvolupament dels ecomuseus de la Xarxa de Museus Comarcals i Locals de Catalunya.

## Obra
Des del 1924 inicià una extensa producció d'articles i monografies de temàtica etnogràfica, sovint centrada en la seva comarca pallaresa. En la següent bibliografia no s'hi fan constar els articles i col·laboracions:
1942
- La comarca del Pallars Sobirà.
- Costums familiars del Pallars Sobirà. Garsineu Edicions.
- La vida pastoral al Pallars Sobirà.
- La vivenda i els seus annexos al Pallars Sobirà.
- Els habitants i els poblats del Pallars Sobirà.

1943
- El Museo Etnográfico del Pueblo Español de Barcelona y otras colecciones de etnografía española. Objeto e interés de estas colecciones.
- Terminologia sobre l'individu en el Flamisell. Notes per un vocabulari del Pallars Sobirà.

1944
- La casa pallaresa y la vida pastoril. Guía y comentario de las instalaciones.
- De arte pastoril: los garrots.

1946
- La casa i la llar pallaresa. Obra inèdita publicada al 2021 per l'Ecomuseu d'Àneu i editorial Garsineu.[9]

1948
- Casas antiguas agroganadaderas cubiertas con terrado en el Pallars Sobirà.
- Notas de prehistoria pirenaica. Descubrimiento de un grupo megalítico en las estribaciones pirenaicas de la Ribagorza oscense.
- El llibre de Nadal. Costums, creences, significat i orígens.
- Art popular decoratiu a Catalunya.

1949
- El Pirineo español. Vida, usos, costumbres, creencias y tradiciones de una cultura milenaria que desaparece.

1951
- El càntir per aigua.
- Vocabulari popular de la indústria terrissera catalana.
- El demonio vegetativo del trigo en España. Ritos agrarios de la cosecha y otras costumbres campesinas.

1953
- La setmana Santa al Pallars i al Ribagorça.
- Les bèsties en la llengua i el folklore de Catalunya: llegendes, rondalles, costums, creences, cançons, mimologismes, refranys.
- La Festa Major al Pallars i a la Ribagorça.
- Supervivencias de formas de vida arcaica en las majadas de pastores pirenaicos.
- Notas del folclore catalán navideño.
- El arte popular español a través del Museo del Industrias y Artes Populares.
- Els pastors i la música.

1955
- De la cuna a la tumba, o el tránsito del individuo español.
- Etnografia de Reus i la seva comarca.
- La Rosa segons la tradició popular.
- La trilla de los cereales en el Pirineo catalán y aragonés.

1956
- El transporte tradicional a lomo de caballerías en Cataluña, Aragón y Navarra.
- El culto fálico en Cataluña. (estudi iniciat).

D'entre les seves obres cal destacar La casa pallaresa y la vida pastoril, Art popular decoratiu a Catalunya i El Pirineo español.
En total va publicar més de cinquanta llibres, així com nombrosos articles que li donaren gran prestigi i el feren una persona cabdal en l'estudi de l'etnografia de Catalunya.
Va morir l'any 1956, a l'edat de 52 anys, deixant moltes obres inacabades. Des dels anys 70 ha estat objecte d'una tasca de recerca i recuperació de la seva obra dels d'àmbits editorials i acadèmics.